# Xylopteryx nigriverga
Xylopteryx nigriverga là một loài bướm đêm trong họ Geometridae.